# Іллінецький краєзнавчий музей
Ілліне́цький краєзна́вчий музе́й — краєзнавчий музей у місті Іллінцях Вінницької області; культурно-просвітницький осередок району, одна з візитівок міста.
Заклад підпорядкований місту, є комунальним закладом культури.
Міститься у окремому приміщенні на території місцевого спортивно-оздоровчого комплексу, поруч зі стадіоном «Колос» й розташований за адресою:
вулиця Європейська, буд. 35, м. Іллінці (Вінницька область) — 22 700.
Директор музею — Тамара Вікторівна Приймак (станом на липень 2020 року).

## З історії закладу
Краєзнавчий музей в Іллінцях було відкрито ще 1967 року. На той час він розміщувався у приміщенні Свято-Воскресенського собору.
Значний внесок у створення закладу й наповнення музейної експозицій здійснив Дмитро Трохимович Горбовський, який тривалий час власне і очолював музей.
Починаючи від 1971 року заклад мав статус народного.
З початком і реалізацією відновлювальних робіт у Свято-Воскресенському соборі для передачі храму релігійній громаді (1992), музей неодноразово змінював місце розташування, зокрема у 1992–96 роках розташовувався у приміщенні колишньої ощадкаси, а згодом експонати зберігали в підвалі центральної районної бібліотеки, через що велику частину їх було втрачено.
Від 2000-х питання про відновлення музейно-краєзнавчого осередку в Іллінцях не лише постало гостро, а й почало вирішуватись. Влада з громадою спільно працювали над створенням та відновленням закладу і його фондів. Складний і комплексний процес, що включав, крім іншого реконструкцію обраної під музей будівлі, роботи з внутрішнього дизайну й впорядкування, підбору і розміщення експонатів тривав декілька років.
8 травня 2017 року, напередодні Дня музеїв, відбулося урочисте відкриття Іллінецького краєзнавчого музею, на котрому виступали з вітальними словами міський голова Іллінців Володимир Ящук, заступник голови районної держадміністрації Валентина Поїзд, голова районної ради Сергій Загороднюк, завідувач науково-методичного відділу Вінницького обласного краєзнавчого музею Марина Кошельник, науковий співробітник Юлія Бабій, представники громадськості міста та району, перша (після відновлення) очільниця музею Вікторія Настич.

## Експозиція
Експозиція Іллінецького краєзнавчого музею розміщена у п'яти залах:
1. виставкова — тут експонуються картини місцевих художників В. М. Когут, А. М. Херовимчука, А. В. Шмигори, І. Білаша.
2. етнографічна — у ній знаходяться предмети побуту та домашнього вжитку XVII—XX століть, зокрема вишиті рушники та старовинні сорочки, чимало жіночих хусток, різноманітні керамічні вироби і посуд, також самоткані килими, вишиванки та вишиті подушки;
3. природнича — для ознайомлення з природою та археологічними знахідками регіону;
4. зала бойової слави — охоплює історичні періоди від козацької доби і XX століття (Перша та Друга світові війни, війна в Афганістані) до сьогодення (АТО);
5. колекційна — демонструє зібрання музичних інструментів, посуду, кераміки, нумізматики тощо[4].

## Особливості розташування
Розміщення краєзнавчого музею фактично на території муніципального стадіону для України є унікальним.[джерело?]